# Frank O’Hara
Frank O’Hara, właśc. Francis Russell O’Hara (ur. 27 marca 1926 w Baltimore, zm. 25 lipca 1966 w Nowym Jorku) – amerykański poeta, obok Johna Ashbery’ego czołowy twórca tzw. Szkoły nowojorskiej.

## Życie i twórczość
Syn irlandzkich katolików, Russella Josepha O’Hary i Katherine Broderick. Urodził się w stanie Maryland, gdzie w 1944 r. ukończył liceum. Następnie przez dwa lata służył jako ochotnik w marynarce wojennej, by wreszcie przeprowadzić się do Massachusetts. Tam też studiował w bostońskim New England Conservatory of Music. Później studiował także na Uniwersytecie Harvarda (gdzie poznał Johna Ashbery’ego) i University of Michigan w Ann Arbor, gdzie uzyskał tytuł magistra literatury. W 1951 r. przeniósł się do Nowego Jorku, gdzie mieszkał do końca życia. Podjął pracę w nowojorskim Museum of Modern Art, gdzie zaczynał jako recepcjonista, a skończył jako kurator. W przeprowadzce towarzyszył mu Joe LeSueur – przez kolejne 11 lat jego współlokator i życiowy partner.
Pierwsze próby pisania podejmował już w trakcie studiów harwardzkich, w 1947 r. (publikacje w studenckim periodyku Harvard Advocate), jednak debiutancki tomik poezji (A City in Winter and Other Poems) opublikował dużo później, w 1952 r. Debiut ten odbił się szerokim echem w kręgach nowojorskiej bohemy artystycznej. Frank O’Hara stał się znaczącą postacią tego środowiska, przyjaźnił się m.in. z malarzami Larrym Riversem, Willemem de Kooningiem i Jacksonem Pollockiem oraz poetą Kennethem Kochem. We wczesnych latach 60. O’Hara prowadził w nowojorskiej New School cieszące się dużą popularnością warsztaty poetyckie.
O’Hara drukował swoje wiersze w awangardowych pismach i niszowych wydawnictwach w bardzo małym nakładzie, przez co był praktycznie nieznany poza wąskim kręgiem artystów i pisarzy. Szerokiej publiczności stał się znany dopiero po przedwczesnej śmierci w 1966 r. Nie przywiązywał do swojej poezji większej wagi, wiersze (o tematyce niemal bez wyjątku, autobiograficznej) pisał pospiesznie i zapisywał na luźnych kartkach papieru. Swoją twórczość traktował wyjątkowo niefrasobliwie i ocalała ona w dużej mierze dzięki zapobiegliwości jego przyjaciół. Jako krytyk sztuki, O’Hara regularnie publikował teksty w „Art News” i „Kulchur Magazine”.
Zginął w wieku czterdziestu lat w nieszczęśliwym wypadku, potrącony przez plażowy samochód typu buggy.
W latach 70. XX wieku, po opublikowaniu wierszy zebranych, uznano go za jednego z najważniejszych amerykańskich poetów XX w. Dzięki znakomitym tłumaczeniom Piotra Sommera wywarł ogromny wpływ na współczesną poezję polską (zob. oharyzm).
Był homoseksualistą.

## Dzieła (wybór)
- A City Winter, and Other Poems (1952)
- Meditations in an Emergency (1956)
- Odes (1960)
- Second Avenue (1960)
- Lunch Poems (1964)[1]
- Love Poems (1965)
- In Memory of My Feelings (1967)
- The Collected Poems of Frank O’Hara (1971)

## Polskie tłumaczenia
- Twoja pojedynczość, Warszawa PIW 1987 (tłum. Piotr Sommer)
- Wiersze w: Literatura na Świecie 7/1986, 3/1994

## Opracowania
- Frank O`Hara. Śnieg jest po prostu śniegiem, Jacek Uglik, w: Rita Baum 2003, nr 7.